# Mutterschied
Mutterschied település Németországban, Rajna-vidék-Pfalz tartományban. Lakosainak száma 464 fő (2023. december 31.).

## Népesség
A település népességének változása:
| Lakosok száma | 411  | 491  | 495  | 460  | 457  | 464  |
|               | 1975 | 2017 | 2019 | 2021 | 2022 | 2023 |